# Warłaam (Szyszacki)
Warłaam, imię świeckie Grigorij Stiepanowicz Szyszacki (ur. 1 marca?/12 marca 1750 w Krasiłowce, zm. 11 lipca?/23 lipca 1820 w Nowogrodzie Siewierskim) – duchowny Rosyjskiego Kościoła Prawosławnego. 

## Życiorys
Pochodził z rodziny chłopskiej. Wykształcenia teologiczne uzyskał w seminarium duchownym w Perejasławiu, a następnie w Akademii Mohylańskiej. Po ukończeniu szkoły został nauczycielem gramatyki i retoryki w seminarium duchownym w Perejasławiu. W 1779 został zwolniony z powodu choroby. Zamieszkał w Efremowskim Monasterze św. Michała Archanioła w Perejasławiu, zaś w 1780 z godnością igumena został przełożonym Monasteru Mosznogorskiego. Rok później ponownie trafił do klasztoru w Perejasławiu i w 1783 został jego przełożonym, co łączył z pracą wykładowcy seminarium w tym samym mieście. W 1785 na krótko został jego rektorem, jednak w tym samym roku Świątobliwy Synod Rządzący zlikwidował zarówno szkołę, jak i samą eparchię perejasławską. W związku z tym Warłaam (Szyszacki) został rektorem seminarium duchownego w Nowogrodzie Siewierskim i przełożonym Monasteru Makoszyńskiego. 
W 1785 wyjechał do Rzeczypospolitej w związku ze skierowaniem na jej terytorium prawosławnego biskupa uznającego jurysdykcję rosyjską, Wiktora (Sadkowskiego). W 1787 został mianowany przełożonym monasteru Świętego Ducha w Wilnie oraz monasteru Świętych Piotra i Pawła w Mińsku. 
W 1789 biskup Wiktor (Sadkowski) został oskarżony przez polskie władze o nielojalność i inspirowanie buntów chłopskich. Hierarcha został aresztowany i osadzony w Nieświeżu, zaś od duchownych prawosławnych zażądano złożenia przysięgi lojalności wobec Rzeczypospolitej. Ihumen wileński Warłaam był jednym z nielicznych kapłanów, którzy powołując się na prawo kanoniczne odmówili złożenia ślubowania. W obawie przed represjami uciekł następnie z Rzeczypospolitej i dotarł do Mohylewa, skąd został wezwany do Petersburga. W 1791 otrzymał godność archimandryty i skierowany do monasteru św. Mikołaja w Wiażyszczach, następnie do Monasteru Nowojezierskiego, zaś w 1792 został prefektem seminarium duchownego w Nowogrodzie. W 1794 Świątobliwy Synod Rządzący skierował go do eparchii mińskiej i słuckiej, gdzie miał współpracować z biskupem Wiktorem (Sadkowskim) przy nawracaniu na prawosławie miejscowych unitów. W 1794 został przewodniczącym konsystorza eparchii mińskiej i przełożonym monasteru Przemienienia Pańskiego w Dziatłowiczach. 
12 kwietnia 1795 przyjął chirotonię na biskupa żytomierskiego, wikariusza eparchii mińskiej. Ceremonia ta odbyła się w Kijowie; głównym konsekratorem był metropolita kijowski Samuel. Siedzibą biskupa był Ostróg. W 1799 został pierwszym ordynariuszem nowo powstałej eparchii wołyńskiej i żytomierskiej. Po sześciu latach został przeniesiony na katedrę mohylewską, zaś w 1808 został mianowany arcybiskupem. Duchowny założył w eparchii kilka niższych szkół duchownych, zajmował się również uporządkowaniem życia mniszego. W 1805 odznaczony Orderem św. Anny I stopnia.
W czasie francuskiej inwazji na Rosję arcybiskup Warłaam pozostał w Mohylewie. Na żądanie okupującego miasto marszałka Davouta złożył w soborze katedralnym 14 lipca 1812 przysięgę lojalności Napoleonowi Bonaparte, to samo polecił innym duchownym (2/3 kapłanów zrealizowało nakaz biskupa). Po zwycięstwie Rosjan w wojnie car Aleksander I polecił Synodowi zwolnić arcybiskupa Warłaama z katedry. W konsekwencji przeprowadzonego przez władze duchownego śledztwa Warłaam (Szyszacki) został pozbawiony godności biskupiej i uznany za zwykłego mnicha. Obrzęd pozbawienia godności przeprowadził w czerwcu 1813 arcybiskup czernihowski i nieżyński Michał. Warłaam (Szyszacki) spędził resztę życia w monasterze Przemienienia Pańskiego w Nowogrodzie Siewierskim, tam też zmarł i został pochowany. 
25 lipca 1935 r. decyzja o pozbawieniu Warłaama godności arcybiskupa została anulowana, jako podjęta ze względów politycznych.